# Maylandia lombardoi
Maylandia lombardoi è un pesce d'acqua dolce appartenente alla famiglia dei Ciclidi, sottofamiglia Pseudocrenilabrinae.

## Distribuzione e habitat
Questi pesci sono endemici del lago Malawi, e precisamente diffusi intorno alle isole Mbenji (sud-est, a circa 13 km dalla costa). Sembra sia stato introdotto intorno alle acque dell'isola Namalenje. Vivono in acque fangose, ricche di detriti e di rocce, da -6 a -30 metri di profondità.

## Descrizione
Corpo allungato ma più alto rispetto alle altre specie del genere Maylandia: fronte alta, ventre piatto, occhi grandi. La pinna dorsale è lunga, le ventrali e la pinna anale allungate, la coda a delta, leggermente forcuta.

Il dimorfismo sessuale è molto accentuato: il maschio dominante in età adulta presenta un corpo giallo vivo (alcuni esemplari giallo-arancio) con riflessi più chiari o azzurri, nei fianchi e nella coda. A volte sono visibili alcune fasce verticali brune. Le pinne sono giallo chiaro: la pinna anale presenta una macchia rotonda giallo vivo. I maschi non dominanti hanno colorazione meno vivace, a volte simile a quella delle femmine. La femmina e i piccoli hanno una colorazione grigio-azzurra con 6-10 bande verticali scure o nere. Le pinne sono azzurrine con raggi neri.

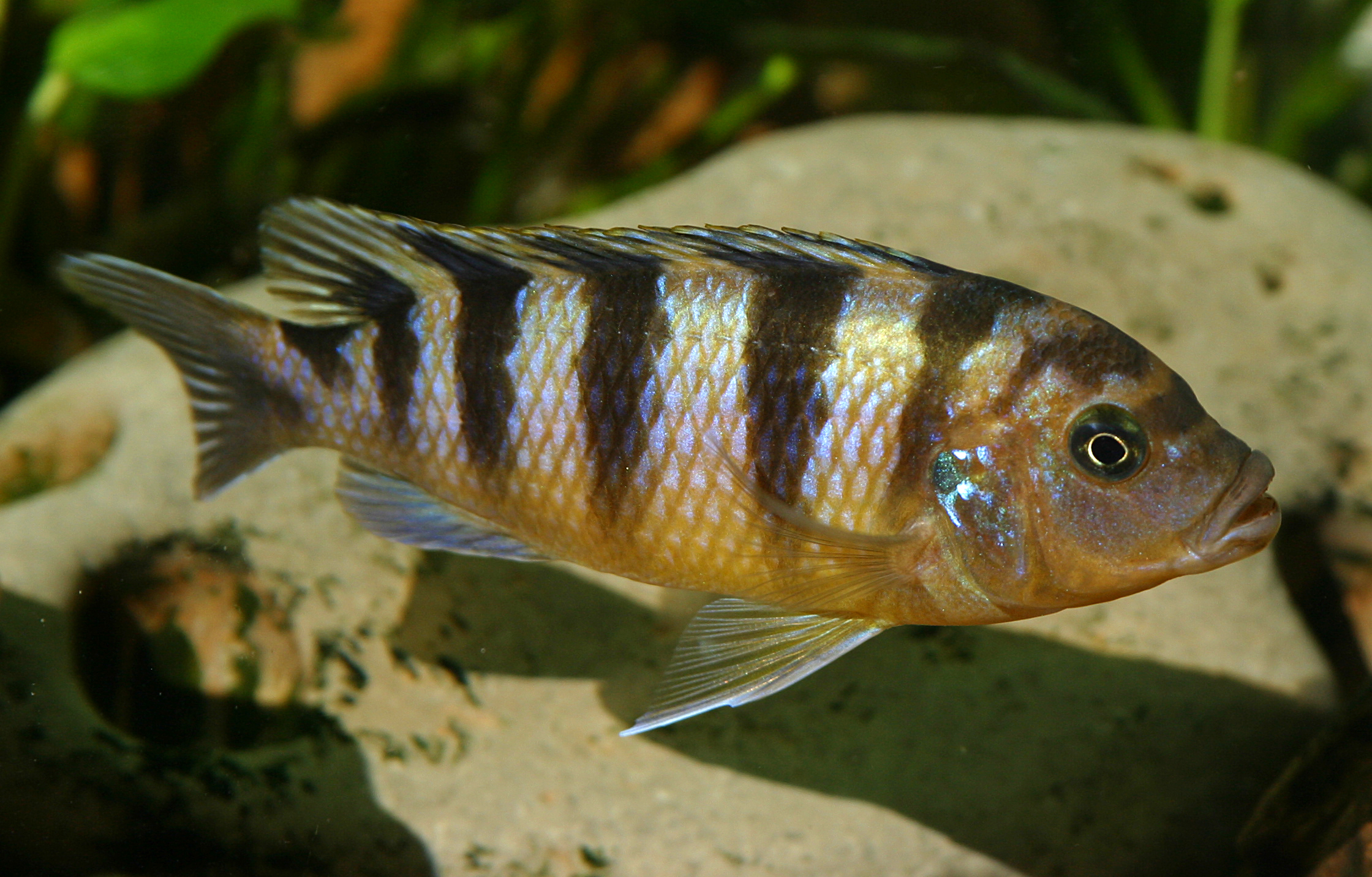
Maschio che si affaccia all'età adulta
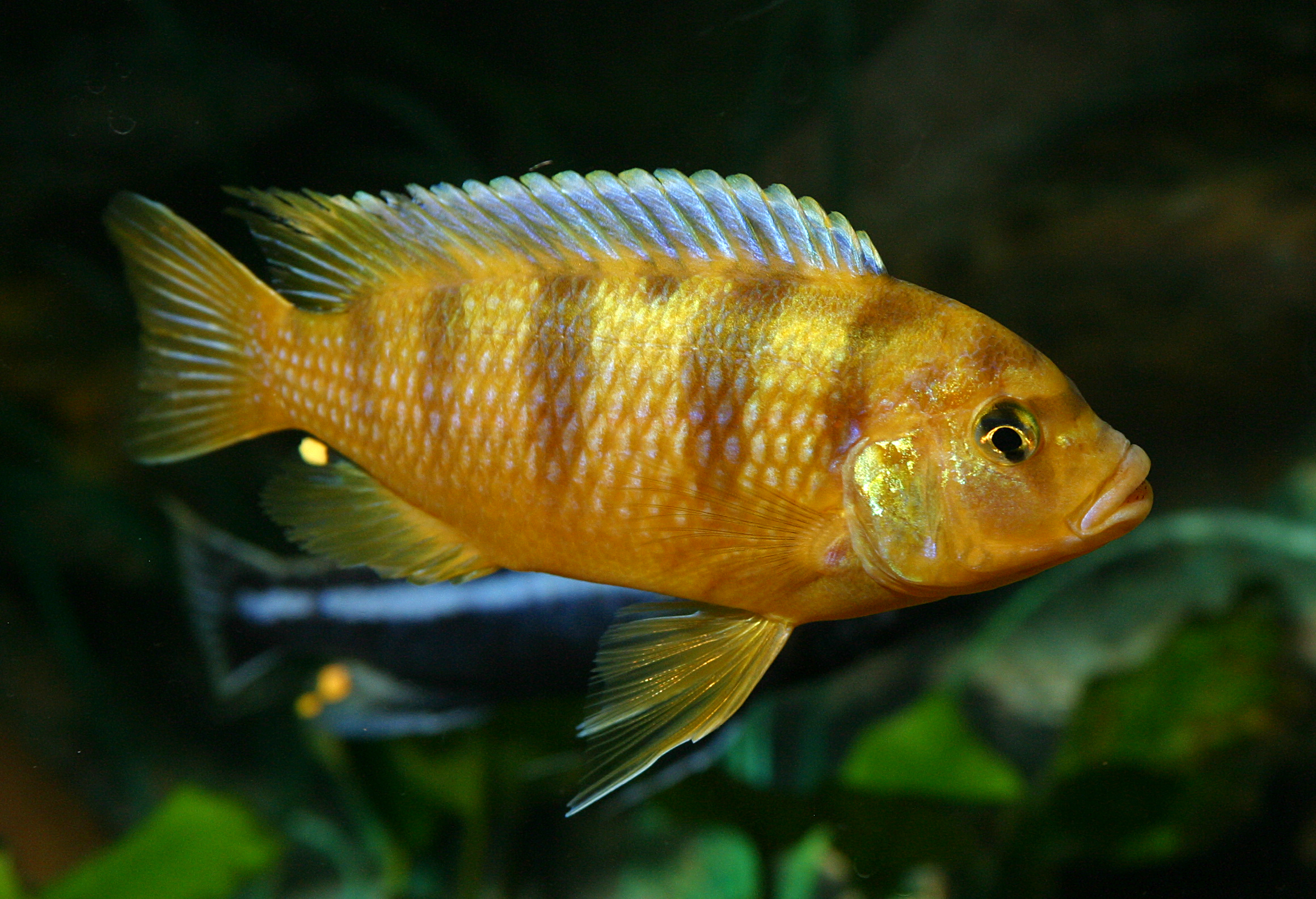
Un giovane maschio
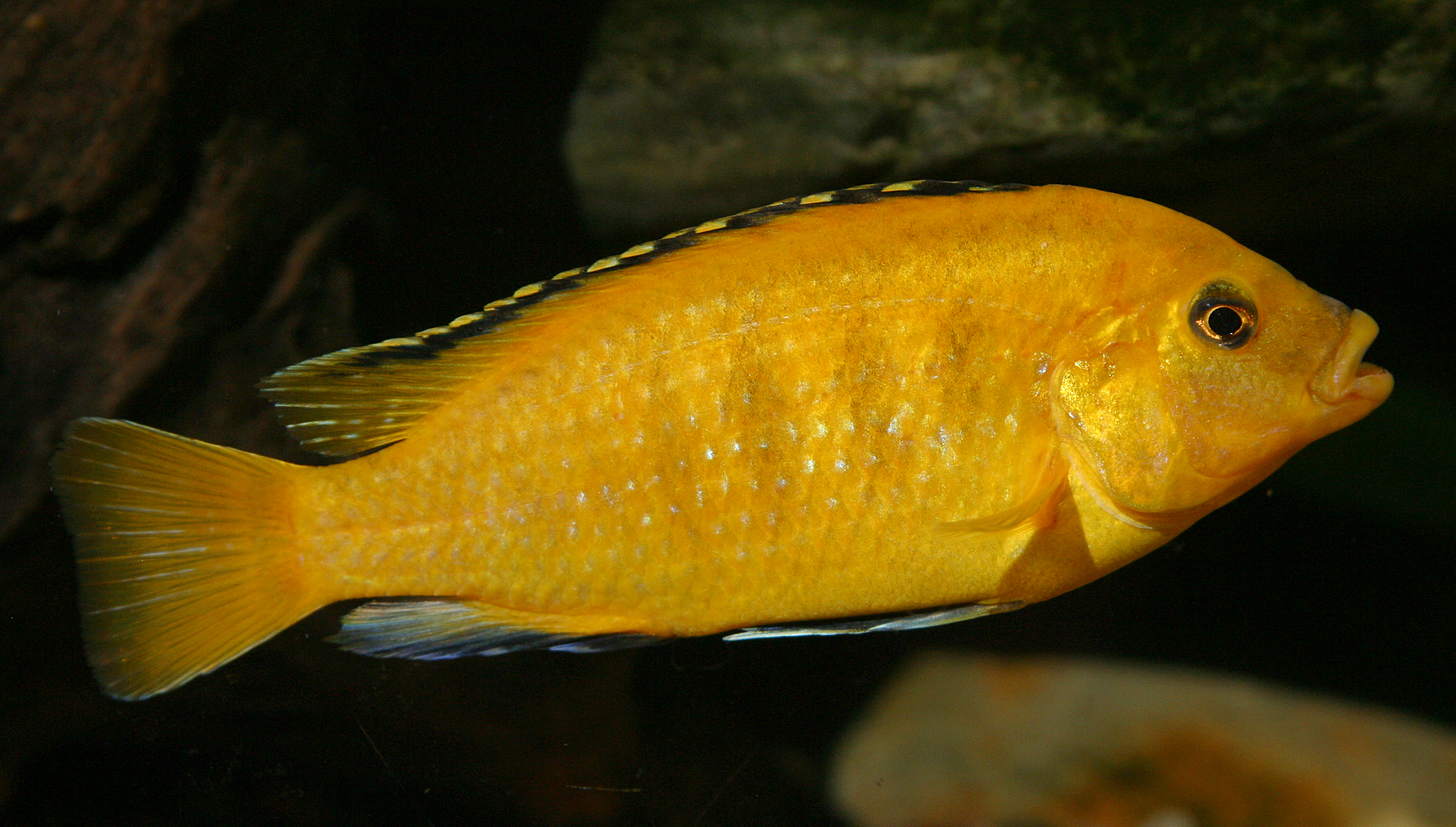
Livrea dominante

## Comportamento
I maschi dominanti presentano uno spiccato comportamento solitario e territoriale, accentuato nel periodo dell'accoppiamento. Le femmine, i maschi non dominanti e i giovani solitamente vivono in piccoli gruppi.

## Riproduzione
I maschi dominanti costruiscono un nido di sabbia e corteggiano le femmine di passaggio (a volte costringendole nel loro territorio). Una volta terminata la deposizione, il maschio cerca di accoppiarsi con altre femmine (sono ciclidi poligami). La femmina cova le uova in bocca, per circa 23 giorni, non alimentandosi. Passato questo periodo, nasceranno una trentina di avannotti lunghi 1,5 cm e già vivacemente colorati di azzurro e nero.

## Alimentazione
M. lombardoi si nutre di alghe e di zooplancton.

## Acquariofilia
Da qualche decennio questa specie è molto apprezzata dagli appassionati di ciclidi africani, riproducendosi facilmente in cattività.